# وار أكريس
وار أكريس (بالإنجليزية: Warr Acres, Oklahoma)‏ هي مدينة تقع بولاية أوكلاهوما في الولايات المتحدة. تبلغ مساحة هذه المدينة 7.4 (كم²)، وترتفع عن سطح البحر 400 م، بلغ عدد سكانها 10043 نسمة في عام 2010 حسب إحصاء مكتب تعداد الولايات المتحدة.

## التركيبة السكانية
حدّد مكتب تعداد الولايات المتحدة بيانات التركيبة السكانية لوار أكريس في تعداد الولايات المتحدة. في ما يلي، التركيبة السكانية حسب تعدادي 2000 و2010.

### تعداد عام 2000
بلغ عدد سكان وار أكريس 9,735 نسمة بحسب تعداد عام 2000، وبلغ عدد الأسر 3,978 أسرة وعدد العائلات 2,681 عائلة مقيمة في المدينة. في حين سجلت الكثافة السكانية 1,324.5 نسمة لكل كيلومتر مربع (3,430.4/ميل2). وبلغ عدد الوحدات السكنية 4,253 وحدة بمتوسط كثافة قدره 578.6 لكل كيلومتر مربع (1,498.6/ميل2).
وتوزع التركيب العرقي للمدينة بنسبة 81.51% من البيض و7.80% من الأمريكيين الأفارقة و2.55% من الأمريكيين الأصليين و1.96% من الأمريكيين ذوي الأصول الآسيوية و0.05% من سكان جزر المحيط الهادئ و2.84% من الأعراق الأخرى و3.30% من عرقين مختلطين أو أكثر و7.68% من الهسبانيون أو اللاتينيون من أي عرق.
بلغ عدد الأسر 3,978 أسرة كانت نسبة 35.3% منها لديها أطفال تحت سن الثامنة عشر تعيش معهم، وبلغت نسبة الأزواج القاطنين مع بعضهم البعض 48.1% من أصل المجموع الكلي للأسر، ونسبة 15.4% من الأسر كان لديها معيلات من الإناث دون وجود شريك،  بينما كانت نسبة 3.8% من الأسر لديها معيلون من الذكور دون وجود شريكة وكانت نسبة 32.6% من غير العائلات. تألفت نسبة 28% من أصل جميع الأسر من عدة أفراد يعيشون في نفس المنزل ونسبة 9.7% كانت تتألف من شخص يعيش بمفرده يبلغ من العمر 65 عاماً أو أكثر. وبلغ متوسط حجم الأسرة المعيشية 2.42، أما متوسط حجم العائلات فبلغ 2.96.
بلغ العمر الوسطي للسكان 35.9 عاماً. وكانت نسبة 25.9% من القاطنين تحت سن الثامنة عشر، وكانت نسبة 9% بين الثامنة عشر والرابعة والعشرين عاماً، ونسبة 28.6% كانت واقعةً في الفئة العمرية ما بين الخامسة والعشرين والرابعة والأربعين عاماً، ونسبة 22.1% كانت ما بين الخامسة والأربعين والرابعة والستين، ونسبة 13.5% كانت ضمن فئة الخامسة والستين عاماً فما فوق. يوجد لكل 100 أنثى 90.5 ذكر، ويوجد لكل 100 أنثى في الثامنة عشر من عمرها فما فوق 84.7 ذكر.
بلغ متوسط دخل الأسرة في المدينة 36,187 دولارًا، أما متوسط دخل العائلة فبلغ 42,475 دولارًا. وكان متوسط دخل الذكور 31,127 دولارًا مقابل 24,081 دولارًا للإناث. وسجل دخل الفرد الخاص بالمدينة 18,955 دولارًا. وكانت نسبة 7% من العائلات ونسبة 10.1% من السكان تحت خط الفقر، وكان من هؤلاء نسبة 17.5% تحت سن الثامنة عشر ونسبة 5.1% في الخامسة والستين من العمر وما فوق.

### تعداد عام 2010
بلغ عدد سكان وار أكريس 10,043 نسمة بحسب تعداد عام 2010، وبلغ عدد الأسر 3,945 أسرة وعدد العائلات 2,609 عائلة مقيمة في المدينة. في حين سجلت الكثافة السكانية 1,366.4 نسمة لكل كيلومتر مربع (3,539.0/ميل2). وبلغ عدد الوحدات السكنية 4,356 وحدة بمتوسط كثافة قدره 592.7 لكل كيلومتر مربع (1,535.1/ميل2).
وتوزع التركيب العرقي للمدينة بنسبة 67.22% من البيض و9.84% من الأمريكيين الأفارقة و2.99% من الأمريكيين الأصليين و2.19% من الأمريكيين ذوي الأصول الآسيوية و0.07% من سكان جزر المحيط الهادئ و11.70% من الأعراق الأخرى و5.99% من عرقين مختلطين أو أكثر و20.21% من الهسبانيون أو اللاتينيون من أي عرق.
بلغ عدد الأسر 3,945 أسرة كانت نسبة 34.5% منها لديها أطفال تحت سن الثامنة عشر تعيش معهم، وبلغت نسبة الأزواج القاطنين مع بعضهم البعض 43.5% من أصل المجموع الكلي للأسر، ونسبة 16.4% من الأسر كان لديها معيلات من الإناث دون وجود شريك،  بينما كانت نسبة 6.2% من الأسر لديها معيلون من الذكور دون وجود شريكة وكانت نسبة 33.9% من غير العائلات. تألفت نسبة 28.1% من أصل جميع الأسر من عدة أفراد يعيشون في نفس المنزل ونسبة 9.6% كانت تتألف من شخص يعيش بمفرده يبلغ من العمر 65 عاماً أو أكثر. وبلغ متوسط حجم الأسرة المعيشية 2.52، أما متوسط حجم العائلات فبلغ 3.07.
بلغ العمر الوسطي للسكان 35.3 عاماً. وكانت نسبة 26% من القاطنين تحت سن الثامنة عشر، وكانت نسبة 9.4% بين الثامنة عشر والرابعة والعشرين عاماً، ونسبة 26.6% كانت واقعةً في الفئة العمرية ما بين الخامسة والعشرين والرابعة والأربعين عاماً، ونسبة 24.2% كانت ما بين الخامسة والأربعين والرابعة والستين، ونسبة 13.7% كانت ضمن فئة الخامسة والستين عاماً فما فوق. وتوزع التركيب الجنسي للسكان بنسبة 48.2% ذكور و51.8% إناث.

## وصلات خارجية
- The US50 - Cities and Towns in Oklahoma State